# Ptilocichla
Ptilocichla (woltimalia's) is een geslacht van zangvogels uit de familie van de Pellorneidae. De wetenschappelijke naam van het geslacht is voor het eerst geldig gepubliceerd in 1877 door Richard Bowdler Sharpe. De soorten in dit geslacht en de geslachten Napothera en Kenopia worden in het Engels wren-babblers genoemd. 

## Kenmerken
Het zijn kleine, bruine vogels met een kort staartje. 

## Verspreiding en leefgebied
Het zijn vogels die voorkomen in ongerept regenwoud en hun leefgebied is de onderste laag van het oerwoud: de bodem tussen dorre bladeren en in dichte ondergroei. Ze komen vaak voor in kleine groepjes. Het zwaartepunt van het verspreidingsgebied van de soorten uit deze geslachten ligt op Borneo en de rest van de Indische Archipel. 

## Soorten
De volgende soorten zijn bij het geslacht ingedeeld:
- Ptilocichla falcata  – Palawanwoltimalia
- Ptilocichla leucogrammica  – Borneowoltimalia
- Ptilocichla mindanensis  – Gestreepte woltimalia